# Flux de Taylor-Couette

Configuració del sistema de Taylor–Couette

En dinàmica de fluids, el flux de Taylor–Couette consisteix en un fluid confinat en l'espai entre dos cilindres en rotació. Per velocitats angulars baixes, measurades pel nombre de Reynolds Re, el flux és estacionari i purament azimutal. Aquest flux laminar és conegut com el flux de Couette, després que Maurice Marie Alfred Couette utilitzés aquest dispositiu experimental per mesurar la viscositat. Sir Geoffrey Ingram Taylor va investigar l'estabilitat del flux de Couette en un article innovador que ha esdevingut una pedra angular en el desenvolupament de la teoria d'estabilitat hidrodinàmica.
Taylor va demostrar que quan la velocitat angular del cilindre interior augmenta per sobre d'un cert límit, el flux de Couette esdevé no estacionari i emergeix un estadi estacionari secundari caracteritzat per vòrtices toroidals axisimètrics, coneguts com a flux de vòrtex de Taylor. Augmentar posteriorment la velocitat angular del cilindre fa sotmetre el sistema a una progressió d'inestabilitats de complexitat espaciotemporal més elevada, arribant al següent estat que es coneix com a flux de vòrtex ondulat. Si els dos cilindres giren en sentits oposats, llavors sorgeix el flux de vòrtex espiral. Més enllà d'un cert nombre de Reynolds comencen a haver-hi turbulències.
El flux de Couette circular té diverses aplicacions que van de la dessalinització a la magnetohidrodinàmica i també en anàlisi viscosimètrica. A més, quan el líquid pot fluir en l'espai anular de dos cilindres en rotació juntament amb l'aplicació d'un gradient de pressió llavors sorgeix el flux de Taylor-Dean. Règims de flux diferent han estat categoritzats al llarg dels anys inclosos els vòrtexs de Taylor retorçats, contorns de sortida ondulats, etc. Ha estat un flux molt investigat i documentat en dinàmica de fluids.

## Vòrtex de Taylor

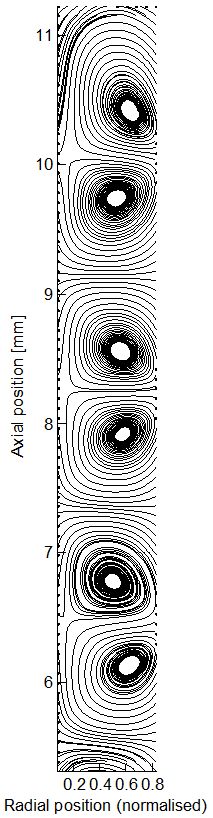
Línies de corrent que mostren vòrtexs de Taylor–Couette en el pla radial vertical a un Re=950

Els vòrtexs de Taylor (que també reben el nom de Sir Geoffrey Ingram Taylor) són vòrtexs que es formen en el flux rptatiu de Taylor–Couette quan el nombre de Taylor ({\displaystyle \mathrm {Ta} }) del flux excedeix un valor crític {\displaystyle \mathrm {Ta_{c}} }.
Per un flux en què
{\displaystyle \mathrm {Ta} <\mathrm {Ta_{c}} ,}
les inestabilitats en el flux no són presents, per exemple perquè les pertorbacions en el flux són esmorteïdes per les forces viscoses, i el flux és, per tant, estacionari. Però, a mesura que {\displaystyle \mathrm {Ta} } excedeix {\displaystyle \mathrm {Ta_{c}} }, apareixen inestabilitats axisimètriques. La naturalesa d'aquestes inestabilitats és un intercanvi d'estabilitats (més que no pas una sobreestabilitat), i el resultat no es turbulència, sinó més aviat un patró de flux secundari estacionari que sorgeix en què grans vòrtexs toroïdals es formen apilats un sobre l'altre. Això és el que es coneix com vòrtex de Taylor. Com que la mecànica de fluids del flux original és no estacionària quan {\displaystyle \mathrm {Ta} >\mathrm {Ta_{c}} }, el nou flux, anomenat flux de Taylor–Couette, amb els vòrtexs de Taylor presents, és de fet estacionari fins que el flux obté un nombre de Reynolds gran, punt en què el flux esdevé flux de "vòrtex ondulat" no estacionari, indicant presumiblement la presència de inestablitats no axisimètriques
El flux rotatori de Taylor-Couette es caracteritza geomètricament per dos paràmetres
{\displaystyle \mu =\Omega _{2}/\Omega _{1}}
i
{\displaystyle \eta =R_{1}/R_{2}}
on el subíndex "1" fa referència al cilindre interior i el subíndex  "2" fa referència al cilindre exterior. El problema matemàtic idealitzat és trobar un valor particular per {\displaystyle \mu }, {\displaystyle \eta }, i {\displaystyle \mathrm {Ta} }. A mesura que {\displaystyle \eta \rightarrow 1} i {\displaystyle \mu \rightarrow 1} des de l'esquerra, el nombre de Taylor crític és {\displaystyle \mathrm {Ta_{c}} \simeq 1708}.